# Lorenzo Mariani
Lorenzo Mariani (Sassocorvaro, 22 giugno 1975) è un pilota motociclistico italiano.

## Carriera
Ha debuttato nel Campionato del Mondo Supermoto 2002 su VOR. Nel corso degli anni molti sono stati i suoi spostamenti: TM privata nel 2003, TM ufficiale nel 2004, KTM privata del Team LP moto corse nel 2005, Husqvarna nel 2006 e dal 2007 nel team satellite TM MRC Racing supportato dalla casa madre.
A metà stagione 2010 rompe il legame con TM Racing e inizia a correre su un'Aprilia, messa a disposizione dal Team PMR H2O, supportato dal Team MRC Racing.

## Palmarès
- 2002: 24º posto Campionato del Mondo Supermoto (su VOR)
- 2003: 13º posto Campionato Italiano Supermoto classe Prestige (su TM)
- 2003: 17º posto Campionato del Mondo Supermoto (su TM)
- 2004: 14º posto Campionato Italiano Supermoto classe Prestige (su TM)
- 2004: 36º posto Campionato del Mondo Supermoto S1 (su TM)
- 2005: 5º posto Campionato Italiano Supermoto classe Prestige (su KTM)
- 2005: 10º posto Campionato del Mondo Supermoto S1 (su KTM)
- 2006: 6º posto Campionato Italiano Supermoto classe Prestige (su Husqvarna)
- 2006: 14º posto Campionato del Mondo Supermoto S1 (su Husqvarna)
- 2007: 5º posto Campionato Italiano Supermoto S2 (su TM)
- 2007: 7º posto Campionato del Mondo Supermoto S2 (su TM)
- 2008: 3º posto Campionato Italiano Supermoto S2 (su TM)
- 2008: 7º posto Campionato del Mondo Supermoto S2 (su TM)
- 2008: 3º posto Endurance Supermoto di Latina (coppia con Emilio Marchetti) (su TM)
- 2009: 2º posto Campionato Italiano Supermoto S2 (su TM)
- 2009: 10º posto Campionato del Mondo Supermoto S2 (su TM) - infortunio
- 2009: 4º posto generale al Supermoto delle Nazioni (Team Italia) (su TM)
- 2009: 3º posto Extreme Supermotard di Bologna (su TM)
- 2010: 15º posto Campionato Italiano Supermoto S1 (su Aprilia) - infortunio
- 2010: 24º posto Campionato del Mondo Supermoto S1 (su Aprilia) - infortunio